# مایکل کاربوونیک
مایکل کاربوونیک (انگلیسی: Michał Karbownik؛ زادهٔ ۱۳ مارس ۲۰۰۱) بازیکن فوتبال اهل لهستان است.
از باشگاه‌هایی که در آن بازی کرده‌است می‌توان به باشگاه فوتبال لگیا ورشو و باشگاه فوتبال برایتون اند هوو آلبیون اشاره کرد.
وی همچنین در تیم‌های ملی فوتبال زیر ۱۶ سال، زیر ۱۷ سال، زیر ۱۸ سال، زیر ۱۹ سال، زیر ۲۱ سال و بزرگسالان لهستان بازی کرده‌است.